# Walter Spence
Walter Spence (Christianburg, 3 marzo 1901 – 16 ottobre 1958) è stato un nuotatore guyanese.
Specializzato nello stile libero ha vinto la medaglia di bronzo per il Canada nella staffetta 4x200 m sl Olimpiadi di Amsterdam 1928.
È diventato uno dei Membri dell'International Swimming Hall of Fame.
È stato primatista mondiale dei 100 m rana.

## Palmarès
- Olimpiadi

Amsterdam 1928: bronzo nella staffetta 4x200m sl.